# Mareuil-sur-Lay-Dissais
Mareuil-sur-Lay-Dissais ist eine französische Gemeinde mit 2.773 Einwohnern (Stand 1. Januar 2022) im Département Vendée in der Region Pays de la Loire; sie gehört zum Arrondissement Fontenay-le-Comte und zum Kanton Mareuil-sur-Lay-Dissais.
Die Gemeinde entstand 1974 durch Zusammenlegung von Mareuil-sur-Lay und Dissais.

## Geographie
Der Ort Mareuil-sur-Lay wird vom Fluss Lay durchquert, am westlichen Ortsrand mündet sein rechter Nebenfluss Marillet. Das Gemeindegebiet gehört zum Regionalen Naturpark Marais Poitevin.

## Bevölkerungsentwicklung
| Jahr      | 1962 | 1968 | 1975 | 1982 | 1990 | 1999 | 2008 |
| Einwohner | 1547 | 1556 | 1831 | 2012 | 2207 | 2282 | 2629 |

## Sehenswürdigkeiten
- Kirche von Mareuil (Monument historique 1877)
- Kirchenruine von Dissais (Monument historique 1932)

## Persönlichkeiten
- Christophe de Margerie (1951–2014), Generaldirektor von Total, geboren in Mareuil

## Städtepartnerschaften
- Vivier-au-Court (Frankreich)